# 오가와 테루아키
오가와 테루아키(小川輝晃, 1968년 8월 29일 ~ )는 일본의 남성 배우, 성우, 연출가이다. 오사카부 출신, 나라현 가시하라시 출신이다. 81프로듀스 소속이며, 일반 사단 법인 봉화 공방 대표 이사이다. 키 177 cm, 체중 68 kg이다. 혈액형은 A형이다.

## 생애
1986년 나라 현립 카시하라 고등학교 재학 중에 HK의 연속 텔레비전 소설 《바로살 선생님》에 출연하고 고교 3학년 TV데뷔를 이룬다.
그 후 쿠라모토 소우 주재의 후라노 학원에 가입하고 홋카이도로 이전한 후 1년에 탈퇴했다. 도쿄에서 아르바이트를 하면서 배우업을 계속한다.
1994년 슈퍼 전대 시리즈 제18편 《닌자전대 카쿠레인저》에 사스케/닌자 레드 역으로 출연했다. 동시에 텔레비전 드라마 첫 주연을 한다. 시냇물이 《카쿠레인저》의 멤버가 최연장인, 캐스트들은 "오빠"이라는 애칭으로 부르다 사랑 받고 있었다. 공연한 카와이 슈(세이카이/닌자 옐로 역), 츠치다 히로시(사이조/닌자 블루 역)등과는 현재도 친분이 있다는 것이었다.
1998년에는 이 시리즈 제22편 《성수전대 긴가맨》에 흑기사/휴우가 역으로 출연함으로써, 슈퍼 전대 시리즈의 레드와 6번째의 양쪽을 맡은 첫 배우가 되었다. 또한 뒤에 《긴가맨》을 모티브로 《파워레인저 로스트갤럭시》의 일본 더빙판에서 레오·고 비트/레드 레인저 더빙도 맡고 있다.
2010년에는 제34편 《천장전대 고세이저》에 히로세 히토미(츠루히메/닌자 화이트 역)과 함께 부부 역할로 약 10년 만에 게스트 출연했으므로, 이듬해 2011년에는 제35편 《해적전대 고카이저》에서 약 11년 만에 휴우가를 맡았다. 2015년에는 제39편 《수리검전대 닌닌저》에서 약 19년 만에 사스케/닌자 레드를 맡았다.
현재는 2011년 3월에 발생한 동북 지방 태평양 바다 지진으로 트위터상에서 응원 전용 계정 「ヒーロー (tokusatsuhero)」을 취득했다. 또 역대의 특수 촬영 영웅 프로그램 출연자에 공조를 외치며 수많은 "히어로"에서 재해지의 아이들에 대한 응원 메시지를 게재하고 있다. 그 해 7월 11일에는 일반 사단 법인 봉화 공방을 설립. 모금과 지원금뿐만 아니라, 불필요하게 된 장난감을 모으고 재해지의 아이들에게 기부하는 장난감 리디는 자선 행사 기획도 하고 있다.
또 옛날에는 도쿄를 중심으로 류-잔지★지무쇼 등 각종 무대에서 배우로 활동했다. 객연 외 스스로 각본과 연출을 맡은 작품도 다루어 성우 학교의 강사로 연기 지도도 하며 에프엠 세타가야에서 방송 중인 연극 프로그램 《극장 F》에서 스스로 네비게이터를 맡고 있었다.
성우로서는 2006년 7월에 방영된 텔레비전 애니메이션 《내각권력범죄 강제단속관 자이젠 죠타로》에서 자이젠 죠타로 역으로 주연을 맡아 2007년 3월 방영된 디즈니 애니메이션 《마이티 덕스》에서도 주역의 와일드 날개를 맡았다.
2015년 4월 1일호에서 프로덕션 에이스에서 81프로듀스로 이적했다. 그 이전에는 개척사에 소속되어 있었다.
현재는 센조 쿠가 쿠엔 음악 대학 성우 애니메이션 음악 코스의 강사도 맡고 있다.

## 인력
- 특기는 액션 승마, 달리기. 특히 액션은 게임의 캐릭터 모션을 맡기도 있고, 또 《카쿠레인저》과 『 긴가만 』에서는 유령과 전투원의 슈트 액터를 자청하고 연기한 적도 있었다고 한다.
- 작사·작곡도 다루고 있으며 과거에 인디 레이블에서 오리지날 앨범을 제작했다.
- 집은 선물 가게.

## 에피소드
- 《해적전대 고카이저》의 제20화에 《긴가맨》의 휴우가 역으로 출연."(이 작품 제14화에 출연함)키시 유지에게만은 절대 지지 않습니다!"고 말했다. 또 은퇴하던 마에하라 카즈키에 러브콜을 보내고 출연을 실현시켰다[5].

## 출연작품

### TV 드라마
- 닌자전대 카쿠레인저 (1994년) - 사스케/닌자 레드 역
- 성수전대 긴가맨 (1998년) - 휴가/흑기사 역
- 보이스 랏가 (1999년) - 반다나케 형사 역 (17화)
- 하미다시 형사 정열계 (2000년)
- 주식회사 로쿠몬센 (2006년) - 사나다 노무라 역
- 켄 류우키 (2005년) - 타치바나 렌야 역
- 천장전대 고세이저 (2010년) - 타무라 사토시 역 (19화)
- 해적전대 고카이저 (2011년) - 휴가/흑기사 역
- 수리검전대 닌닌저 (2015년) - 사스케/닌자 레드 역

### 영화
- 극장판 닌자전대 카쿠레인저 (1994년) - 사스케/닌자 레드 (음성) 역
- 슈퍼 전대 월드 (1994년) - 닌자 레드 (음성) 역
- 가면라이더 × 가면라이더 OOO & W feat.스컬: MOVIE 대전 CORE (2010년) - 퓨처 소프트 사원 역
- 고카이저 고세이저 슈퍼 전대 199 히어로 대결전 (2011년) - 휴우가/흑기사 (음성) 역

### 오리지널 비디오
- 초력전대 오레인저: 올레 vs. 카쿠레인저 (1996년) - 사스케/닌자 레드 (음성) 역
- 성수전대 긴가맨 vs. 메가레인저 (1999년) - 휴가/흑기사 (음성) 역
- 구급전대 고고파이브 vs. 긴가맨 (2000년) - 휴가/흑기사 (음성) 역

### 참조화수
1. ↑  《일본 음성 제작자 명부 2007》, 30쪽 소학관, 2007년 ISBN 978-4-09-526302-1
2. ↑  《미즈시마 히로》 「"가면 라이더 투구가 지키겠다" 재해지 응원」. J-CAST 텔레비전 워치.(2011년 3월 17일) 2011년 3월 17일 열람.
3. ↑  "81프로듀스". 2015년 4월 하루 열람.
4. ↑  “오가와 테루아키:성우 애니메이션 송 - 지도진 센조쿠 학원 음악대학”. 2016년 10월 21일에 원본 문서에서 보존된 문서. 2017년 7월 24일에 확인함.
5. ↑  “해적전대 고카이저 제20화「미혹의 숲」｜도에이［테레비］”. 도에이. 2011년 3월 17일. 2011년 12월 11일에 원본 문서에서 보존된 문서. 2011년 7월 3일에 확인함.